# آتشفشان ماسایا
ماسایا (به اسپانیایی: Volcán Masaya) آتشفشان فعالی به ارتفاع ۶۳۵ متر واقع در نیکاراگوئه در آمریکای مرکزی است. این آتشفشان بخشی از پارکی ۵۴ کیلومتر مربعی موسوم به پارک ملی آتشفشان ماسایا را تشکیل می‌دهد.

## مشخصات
ماسایا که به عنوان یکی از فعالترین و غیر معمولترین آتشفشان‌های نیکاراگوئه شناخته می‌شود در اصل کاسه آتشفشانی بازالتی گسترده‌ای با طول و عرض ۶ در ۱۱ کیلومتر و دیواره‌هایی شیبدار به ارتفاع ۳۰۰ متر است که در میان آتشفشان سپری پلیستوسنی عظیمی به نام لاس سیرا ایجاد شده است. بیش از دوازده عدد دودکش در منتهی‌الیه شمال غربی این کالدرا واقعند که فوران‌هایشان در امتداد شکستگی‌ای ۴ کیلومتری روی داده است. آتشفشان‌های دوقلوی نیندیری و ماسایا در انتهای جنوبی این شکستگی به‌وجود آمده‌اند و دارای چندین دهانهٔ آتشفشانی از جملهٔ دهانهٔ فعال کنونی سانتیاگو هستند. همچنین جریان‌های گدازه در طول تاریخ بیشتر بستر کاسهٔ آتشفشانی ماسایا را پوشانده‌اند و سبب شده‌اند تا دریاچهٔ ایجاد شده در این کالدرا به منتهی‌الیه شرقی آن محدود شود.

## فعالیت‌های آتشفشانی
ماسایا آتشفشانی فعال است و از زمان ورود فاتحان اسپانیایی تاکنون چندین بار فوران کرده است. فعالیت‌های این آتشفشان هم اهالی بومی منطقه را می‌ترساند و هم اسپانیایی‌ها از آن وحشت داشتند چنانکه اسپانیایی‌ها آن را «لا بوکا دل اینفرنو» به معنای دهانهٔ جهنم نام‌گذاری کرده بودند و در سدهٔ شانزدهم نیز صلیبی را بر لبهٔ دهانهٔ آن نصب کردند تا شیطان را فراری دهد. ماسایا آخرین بار در سال ۲۰۰۸ فوران کرده است. در عین حال خروج گازهای سمی از این آتشفشان باعث به خطر افتادن سلامتی مردم منطقه و خسارت دیدن محصولات آنان می‌شود.

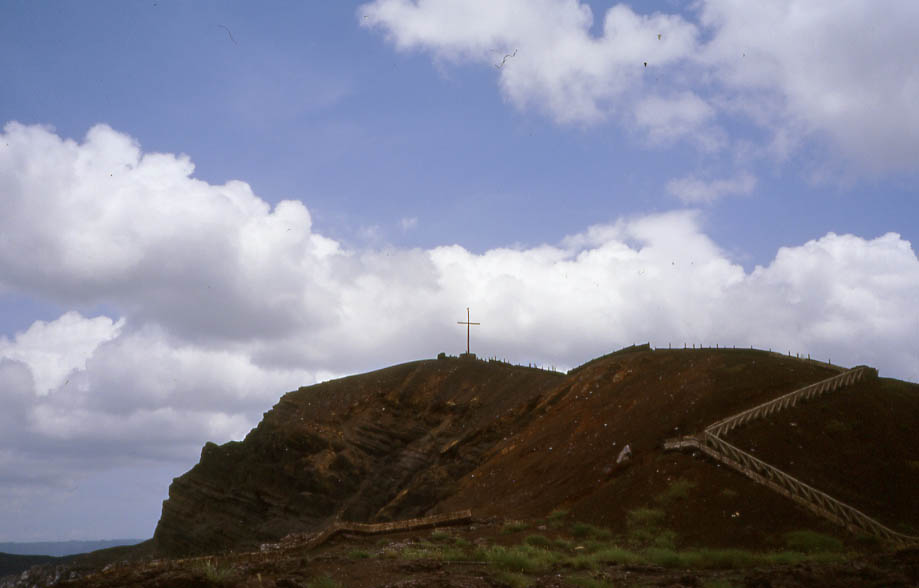
صلیب نصب شده در نزدیکی دهانه آتشفشان